# Jerzy Bartnicki
Jerzy Bartnicki (ur. 26 grudnia 1951 w Olsztynie) – polski polityk, urzędnik samorządowy, poseł na Sejm X kadencji.

## Życiorys
W 1974 ukończył studia na Akademii Rolniczo-Technicznej w Olsztynie z tytułem zawodowym inżynier. Od 1975 do 1992 był zatrudniony na różnych stanowiskach w Zakładach Papierniczo-Celulozowych „Celuloza” Kwidzyn. W 1975 również wstąpił do Polskiej Zjednoczonej Partii Robotniczej, do której należał do rozwiązania. Z jej ramienia zasiadał w Miejskiej Radzie Narodowej w Kwidzynie, w której był przewodniczącym Komisji Planu i Budżetu.
Był posłem na Sejm kontraktowy, wybranym w okręgu elbląskim z ramienia PZPR. W trakcie kadencji przeszedł do Stronnictwa Demokratycznego, pełnił funkcję zastępcy przewodniczącego Komisji Przekształceń Własnościowych.
W latach 90. prowadził własną działalność gospodarczą, pracował też w Ministerstwie Przekształceń Własnościowych jako wicedyrektor departamentu i był prezesem zarządu firmy „Agrol” Kwidzyn, Od 2000 pracuje jako dyrektor Powiatowego Urzędu Pracy w Kwidzynie. Należał do Kongresu Liberalno-Demokratycznego i Unii Wolności, od 2001 związany z Platformą Obywatelską. W 2006 został z jej listy ponownie radnym kwidzyńskiej rady miejskiej. Ponownie był wybierany do rady miejskiej w 2018 i 2024.